# Karel Petr
Karel Petr (14 de junio de 1868-14 de febrero de 1950) fue un matemático checo.

## Biografía
Karel Petr nació el 14 de junio de 1868 en Zbyslav, en el imperio austrohúngaro. Fue profesor del también matemático Eduard Čech en la Universidad Carolina. Petr es conocido por el teorema de Petr-Douglas-Neumann en geometría euclidiana, que demostró en 1908 y fue redescubierto de forma independiente por Jesse Douglas en 1940 y Bernhard Neumann en 1941.
Eduard Čech fue estudiante de doctorado de Petr en la Universidad Carolina. Entre los estudiantes de doctorado de Petr también se encontraban Bohumil Bydžovský y Václav Hlavatý. Se le considera uno de los matemáticos y académicos más relevantes del siglo XX.